# Grażyna Rabsztyn
Grażyna Józefa Rabsztyn (Breslavia, 20 settembre 1952) è un'ex ostacolista polacca.

## Biografia
Nella sua carriera ha stabilito tre record mondiali nella sua specialità: il 10 giugno 1978 è stata la prima donna a scendere sotto i 12"5, con il nuovo record di 12"48. Ottenne lo stesso tempo un anno dopo, il 18 giugno, mentre il 13 giugno 1980 ottenne la sua miglior prestazione di sempre con 12"36. Il suo record del mondo è stato dapprima eguagliato, e poi battuto, dall'atleta bulgara Yordanka Donkova.
Non ha mai vinto una competizione di livello internazionale su piste outdoor, mentre ha ottenuto ottimi risultati in manifestazioni indoor, soprattutto a livello europeo, nei 60 metri ostacoli.

## Record nazionali
100 m ostacoli:
- 12"48 ( Varsavia, 10 giugno 1978)
- 12"48 ( Varsavia, 18 giugno 1979)
- 12"36 ( Fürth, 13 giugno 1980)

## Progressione

### 100 metri ostacoli
| Stagione | Risultato | Luogo    | Data      | Rank. Mond. |
| -------- | --------- | -------- | --------- | ----------- |
| 1980     | 12"36     | Varsavia | 13-6-1980 |             |
| 1979     | 12"48     | Varsavia | 18-6-1979 |             |
| 1978     | 12"48     | Fürth    | 10-6-1978 |             |

## Palmarès
| Anno | Manifestazione | Sede         | Evento             | Risultato | Prestazione | Note                  |
| ---- | -------------- | ------------ | ------------------ | --------- | ----------- | --------------------- |
| 1972 | Europei indoor | Grenoble     | 50 m ostacoli      | Bronzo    | 7"05        | [ 1 ]                 |
| 1972 | Olimpiadi      | Monaco       | 100 metri ostacoli | 8ª        | 13"44       |                       |
| 1974 | Europei indoor | Göteborg     | 60 m ostacoli      | Oro       | 8"08        | [ 2 ]                 |
| 1975 | Europei indoor | Katowice     | 60 m ostacoli      | Oro       | 8"04        |                       |
| 1976 | Europei indoor | Monaco       | 60 m ostacoli      | Oro       | 7"96        | Record dei campionati |
| 1976 | Olimpiadi      | Montréal     | 100 metri ostacoli | 5ª        | 12"96       |                       |
| 1978 | Europei indoor | Milano       | 60 m ostacoli      | Argento   | 8"07        |                       |
| 1979 | Europei indoor | Vienna       | 60 m ostacoli      | Argento   | 8"00        |                       |
| 1980 | Europei indoor | Sindelfingen | 60 m ostacoli      | Argento   | 7"89        |                       |
| 1980 | Olimpiadi      | Mosca        | 100 m ostacoli     | 5ª        | 12"74       |                       |
| 1980 | Olimpiadi      | Mosca        | Staffetta 4×100 m  | 7ª        | 43"59       |                       |